# غينتا كوجيما
غينتا كوجيما (باليابانية: 小嶋元太، بالروماجي: Kojima Genta) هو أحد شخصيات مانغا وأنمي المحقق كونان من رسم غوشو أوياما. طالب في الصف الأول الشعبة "ب" في ابتدائية تيتان، وعضو في فريق المتحرين الصغار، ويتراوح عمره بين 6 و7 سنوات. تم تأدية صوته باللغة اليابانية من قبل واتارو تاكاغي.

## خلفية عنه
غينتا كوجيما هو طالب في مدرسة تيتان الابتدائية. في إحدى المرات، قرر هو وزميلته أيومي التحقيق في قصر مسكون، وأقنعوا كونان بالانضمام إليهم. رغم أن صديقهم ميتسوهيكو عبر عن شكوكه بشأن المطاردة الخارقة للطبيعة، إلا أن غينتا أقنعه بشدة بالانضمام أيضًا. وكما اتضح، فإن هذه المطاردة كانت غطاء لقضية قتل قديمة.
بعد فترة قصيرة، عثروا على خريطة كنز، مما أدى إلى قيام أيومي وغينتا وميستوهيكو وكونان بالبحث عن مخبأ العملات الذهبية الإيطالية المسروقة. أنقذهم كونان من التعرض للقتل على يد أعضاء المافيا الذين كانوا يسعون وراء الذهب أيضًا.
بعد حل القضية، انضم ميتسوهيكو إلى غينتا وأيومي في تشكيل مجموعة المحققين الصغار. سارع غينتا إلى إعلان نفسه قائدًا للمجموعة، لكن بسبب قدرته القيادية الضعيفة، غالبًا ما يتم تجاهل دوره في هذا المجال. في الواقع، ينظر الجميع، بما في ذلك غينتا، إلى كونان باعتباره القائد الفعلي للمجموعة.
تستخدم خزانة أحذية غينتا في المدرسة كصندوق بريد يتلقى من خلاله زملاؤهم الطلاب القضايا ليقوموا بحلها. ويبدو أن غينتا هو الطفل الوحيد الذي يعيش مع والديه، اللذين يديران متجرًا.

## شخصيته
غينتا هو القائد الذي نصب نفسه قائدًا للمحققين الصغار. كما أنه يحب الطعام كثيرًا، وخاصة ثعبان البحر المطهو على الأرز، حيث يمكنه أن يأكل أكثر من جميع أعضاء المحققين الصغار. عندما تُثار مناقشات حول المال، يميل جينتا إلى التفكير في الأمر من حيث عدد أطباق ثعبان البحر التي يمكنه شراؤها.
يميل غينتا أيضًا إلى الخلط بين بعض المصطلحات اليابانية وكلمات مشابهة النطق، خاصة إذا كانت مرتبطة بالطعام. ويواجه أحيانًا صعوبة في قراءة حتى أكثر مقاطع الكانجي شيوعًا، مما يتسبب في بعض الأحيان بسخرية من زملائه وأصدقائه.
غالبًا ما تؤدي شخصيته المتهورة وافتقاره إلى الوعي بما يحيط به وميله إلى عدم التفكير قبل التصرف إلى وضع المحققين، أو على الأقل نفسه، في مواقف صعبة. وعلى الرغم من أنه جريء وصريح وقد يبدو مخيفًا في بعض الأحيان، إلا أن غينتا في الواقع لطيف جدًا ويمكن الاعتماد عليه. إنه صديق جيد لأيومي وميتسوهيكو، وقد أثبت أنه معجب جدًا بوالده، الذي يُعتبر "طفل إيدو" الكلاسيكي.